# Институт (мини-сериал)
«Институ́т» (англ. The Institute) — американский мини-сериал, адаптация одноименного романа Стивена Кинга. Его премьера состоялась на телеканале MGM+ 13 июля 2025 года.

## Сюжет
«Институт» — угрюмое бетонное здание, куда похитители отправляют детей со способностями к телепатии или телекинезу. Попадает туда и Люк Эллис, где он встречается с директором учреждения мисс Сигсби, а также с другими детьми. В «Институте» над ними проводят жестокие эксперименты с целью развития их паранормальных способностей.

## В ролях
- Бен Барнс — Тим Джеймисон
- Мэри-Луиз Паркер — мисс Сигсби
- Симоне Миллер — Калиша
- Джейсон Диас — Тони
- Джо Фримен — Люк Эллис
- Фионн Лэрд — Ник
- Ханна Голуэй — Уэнди
- Мартин Роуч[англ.] — Чиф Эшуорт
- Роберт Джой — Хендрикс
- Вигго Ханвелт — Авери
- Джулиан Ричингс — Стэкхаус
- Дэн Бэрн — Дру
- Арлен Со — Джордж
- Бирва Пандья — Айрис
- Джейн Лук — Морин

## Эпизоды
| № | Название                                | Режиссёр     | Автор сценария                           | Дата премьеры   |
| - | --------------------------------------- | ------------ | ---------------------------------------- | --------------- |
| 1 | «Мальчишка» «The Boy»                   | Джек Бендер  | Бенджамин Кавелл                         | 13 июля 2025    |
| 2 | «Приколись – уколись!» «Shots for Dots» | Джек Бендер  | Эд Редлих                                | 13 июля 2025    |
| 3 | «Выпускной» «Graduation»                | Брэд Тернер  | Сэм Шеридан                              | 20 июля 2025    |
| 4 | «Коробка» «The Box»                     | Брэд Тернер  | Софи Оуэнс-Бендер                        | 27 июля 2025    |
| 5 | «Дальняя половина» «Back Half»          | Джефф Ренфро | Эрик Дикинсон                            | 3 августа 2025  |
| 6 | «Беги» «Run»                            | Джефф Ренфро | Бенджамин Кавелл, Эд Редлих, Сэм Шеридан | 10 августа 2025 |
| 7 | «Прячься» «Hide»                        | Джек Бендер  | Сэм Шеридан                              | 17 августа 2025 |
| 8 | «Сражайся» «Fight»                      | TBA          | Бенджамин Кавелл, Сэм Шеридан            | 24 августа 2025 |

## Производство
Сразу после публикации романа Стивена Кинга «Институт» было объявлено, что по нему снимут мини-сериал, режиссёром которого станет Джек Бендер. В 2024 году стало известно, что сценарий к телевизионной адаптации напишет Бенджамин Кавелл, он также стал исполнительным продюсером вместе с Бендером. Мини-сериал будет состоять из восьми эпизодов.
В июне 2024 года на роли Тима Джеймисона и мисс Сигсби были утверждены Бен Барнс и Мэри-Луиз Паркер. В августе Симоне Миллер и Джейсон Диас были утверждены на роли Калиши и Тони. В сентябре были анонсированы ещё одиннадцать актёров: Джо Фримен, Фионн Лэрд, Ханна Голуэй, Мартин Роуч, Роберт Джой, Вигго Ханвелт, Джулиан Ричингс, Дэн Бэрн, Арлен Со, Бирва Пандья и Джейн Лук.
Съёмки прошли в Галифаксе (Канада) с августа по ноябрь 2024 года. В декабре 2024 года были опубликованы первые фотографии со съёмок.
Премьера мини-сериала состоялась 13 июля 2025 года на телеканале MGM+.

## Восприятие
На сайте-агрегаторе рецензий Rotten Tomatoes сериал имеет рейтинг 65 % на основании 23 обзоров критиков. На сайте-агрегаторе рецензий Metacritic рейтинг сериала составляет 53 балла из 100 возможных на основании на 7 рецензий критиков, что соответствует «смешанным или средним» отзывам.